# Stazione meteorologica di Pontedassio Bestagno
La stazione meteorologica di Pontedassio Bestagno è la stazione meteorologica di riferimento relativa all'omonima località del territorio comunale di Pontedassio.

## Coordinate geografiche
La stazione meteorologica si trova nell'Italia nord-occidentale, in Liguria, in provincia di Imperia, nel comune di Pontedassio, in località Bestagno, a 300 metri s.l.m. e alle coordinate geografiche 43°56′N 8°00′E.

## Dati climatologici
In base alla media trentennale di riferimento 1961-1990, la temperatura media del mese più freddo, gennaio, si attesta a +6,5 °C; quella del mese più caldo, luglio, è di +22,8 °C.
| Pontedassio Bestagno | Mesi | Mesi | Mesi | Mesi | Mesi | Mesi | Mesi | Mesi | Mesi | Mesi | Mesi | Mesi | Stagioni | Stagioni | Stagioni | Stagioni | Anno |
| Pontedassio Bestagno | Gen  | Feb  | Mar  | Apr  | Mag  | Giu  | Lug  | Ago  | Set  | Ott  | Nov  | Dic  | Inv      | Pri      | Est      | Aut      | Anno |
| -------------------- | ---- | ---- | ---- | ---- | ---- | ---- | ---- | ---- | ---- | ---- | ---- | ---- | -------- | -------- | -------- | -------- | ---- |
| T. max. media (°C)   | 9,6  | 10,4 | 13,3 | 16,5 | 20,8 | 24,1 | 27,4 | 26,8 | 23,6 | 18,4 | 13,5 | 10,7 | 10,2     | 16,9     | 26,1     | 18,5     | 17,9 |
| T. min. media (°C)   | 3,4  | 3,7  | 5,8  | 8,5  | 11,9 | 15,1 | 18,3 | 17,7 | 14,9 | 11,3 | 7,1  | 4,6  | 3,9      | 8,7      | 17,0     | 11,1     | 10,2 |